# دوريان أرجواني
دوريان أرجواني (الاسم العلمي:Durio purpureus) هو نوع من النباتات يتبع جنس الدوريان من الفصيلة الخبازية.